# Momaligi
Momaligi – miasto w Sierra Leone, w prowincji Południowej, w dystrykcie Bonthe nad Oceanem Atlantyckim.